# Chromis leucura
Chromis leucura, thường được gọi là cá thia đuôi trắng, là một loài cá biển thuộc chi Chromis trong họ Cá thia. Loài này được mô tả lần đầu tiên vào năm 1905.

## Phân bố và môi trường sống
C. leucura có phạm vi phân bố rải rác ở vùng biển Ấn Độ Dương - Thái Bình Dương. Chúng được tìm thấy tại Madagascar và các nhóm đảo xung quanh; quần đảo Andaman; Indonesia; New Caledonia; quần đảo Hawaii; quần đảo Marquesas và quần đảo Gambier; miền nam Nhật Bản và quần đảo Ryukyu; rạn san hô Holmes ngoài khơi Queensland, Úc. C. leucura sống xung quanh những rạn san hô và mỏm đá ngầm ở độ sâu khá sâu, khoảng từ 20 đến 120 m.

## Mô tả
C. leucura trưởng thành dài khoảng 8,5 cm. Cơ thể của loài này có màu xanh thẫm hoặc lam xám. Đuôi có màu trắng muốt với các sợi vây tia ở hai thùy đuôi. Gốc vây ngực có một đốm đen thường có viền màu vàng. Vây bụng màu vàng. Vì sống ở độ sâu khá lớn nên chúng chỉ được biết qua một vài mẫu vật. Thức ăn của C. leucura là những sinh vật phù du. Chúng thường bơi thành đàn lớn hoặc sống đơn độc. Cá đực có tập tính bảo vệ và chăm sóc những quả trứng.
Số ngạnh ở vây lưng: 12; Số vây tia mềm ở vây lưng: 14; Số ngạnh ở vây hậu môn: 2; Số vây tia mềm ở vây hậu môn: 13 - 15; Số vây tia mềm ở vây ngực: 16 - 17.